# Nickelodeon Junior
Pour la chaîne américaine, voir Nick Jr..
Nickelodeon Junior est une chaîne de télévision française lancée en 2010 et appartenant à Paramount Network France société du groupe américain Paramount Global. La chaîne est la déclinaison francophone de la chaîne américaine Nick Jr..

## Histoire
En décembre 2009, le groupe annonce la création de Nickelodeon Junior, qui viendra compléter l'offre déjà existante de Nickelodeon. La chaîne est destinée aux 3-7 ans.
Jusque fin 2014, la chaîne diffuse ses programmes de 6 h à 22 h 30. Lors de la fin des programmes, on peut apercevoir le personnage Dora en train de dormir, avec le texte s'affichant : « Nickelodeon Junior revient à 6 heures. Dors bien et à demain ! ».
Le 22 septembre 2015, Nickelodeon Junior passe en haute définition (HD).
À parti du avril 2019, les chaînes Nickelodeon et les autres chaînes MTV, MTV Hits et J-One sont distribuées chez les opérateurs ADSL/Fibre, comme SFR. Elles sont reprise par l'opérateur Free, le 20 novembre 2019 et depuis le 28 janvier 2020 chez Bouygues Telecom.
Cette opération marque la fin de l'exclusivité dont ont bénéficié Canal+ et Numericable. Depuis le 6 juillet 2020, les chaînes Nickelodeon sont disponibles sur La TV d'Orange.
Le logo et l'habillage antenne de la chaîne sont les mêmes que celui de sa sœur Nickelodeon. Le 5 février 2024, la chaîne adopte un nouveau logo ainsi qu'un nouvel habillage antenne. 

### Identité graphique

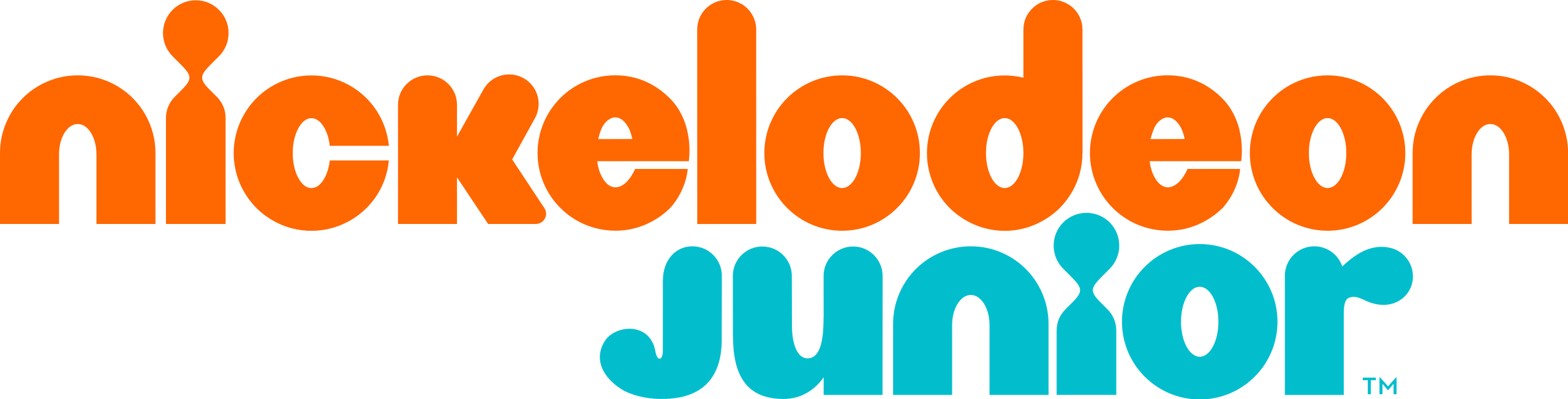
Logo du 26 janvier 2010 au 5 février 2024.
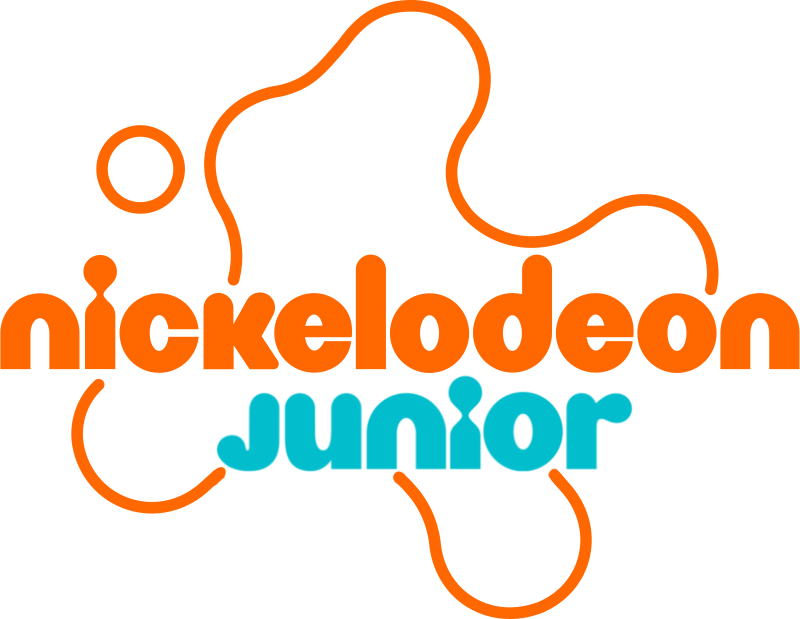
Logo depuis le 5 février 2024.

## Mon Nickelodeon Junior
Mon Nickelodeon Junior est un service lancé en septembre 2012. L'enfant peut créer sa chaîne personnalisée. Le service est disponible à la télévision et sur tablettes. Elle est disponible sur les offres Canal+, SFR, Free, Bouygues Telecom et Orange.
Le service existe aussi en Asie, au Royaume-Uni et en Espagne sous le nom My Nick Jr.

## Noggin by Nickelodeon Junior
Le 21 septembre 2020, est lancé le service Noggin by Nickelodeon Junior à travers la plateforme Prime Video sous forme d'un abonnement. Il s'agit d'un service ludo-éducatif et préscolaire à destination des enfants reprenant des séries de la chaîne. 
Ce lancement se fait également au Royaume-Uni, en Allemagne et en Autriche le même jour sur Prime Video.

## Organisation

### Voix-off
- Raphaëlle Valenti (depuis 2010)

## Diffusion
| Canal+ | Orange | SFR | Bouygues Telecom | Free | VideoFutur |
| ------ | ------ | --- | ---------------- | ---- | ---------- |
| 133    | 96     | 200 | 115              | 141  | 110        |

La chaîne est également diffusée par la plateforme Molotov.tv. Cependant, elle n'est pas diffusée en Belgique qui possède sa propre version de la chaîne.
En Suisse, elle est proposée dans les offres Canal+.
La chaine émet 24h/24. Anciennement, elle émettait tous les jours de 6 h à 22 h 30[source secondaire souhaitée].